# Cyptocephala antiguensis
Cyptocephala antiguensis är en insektsart som först beskrevs av John Obadiah Westwood 1837.  Cyptocephala antiguensis ingår i släktet Cyptocephala och familjen bärfisar. Inga underarter finns listade i Catalogue of Life.